# Rue Clouet
La rue Clouet est une voie du 15e arrondissement de Paris, en France.

## Situation et accès
La rue Clouet est une voie publique située dans le 15e arrondissement de Paris. Elle débute au 24, boulevard Garibaldi et se termine au 14, rue Miollis.

## Origine du nom
Le nom de la rue fait référence à Jehan et François Clouet, peintres du XVIe siècle.

## Historique
Cette voie anciennement appelée « passage Saint-Fiacre », puis « passage Miollis », prend sa dénomination actuelle par un arrêté du 3 février 1936.
Le 30 mai 1918, durant la première Guerre mondiale, un obus lancé par la Grosse Bertha explose au no 4, « passage Miollis ».

## Bâtiments remarquables et lieux de mémoire
- No 2 : chapelle cathédrale Notre-Dame-de-Tendresse, aménagée dans une ancienne boutique. C'est le siège du Patriarcat orthodoxe des Nations, une église orthodoxe non-canonique, dirigée depuis ce lieu par le Patriarche orthodoxe des Nations, Sa Toute Sainteté le patriarche Nicolas 1er[2].

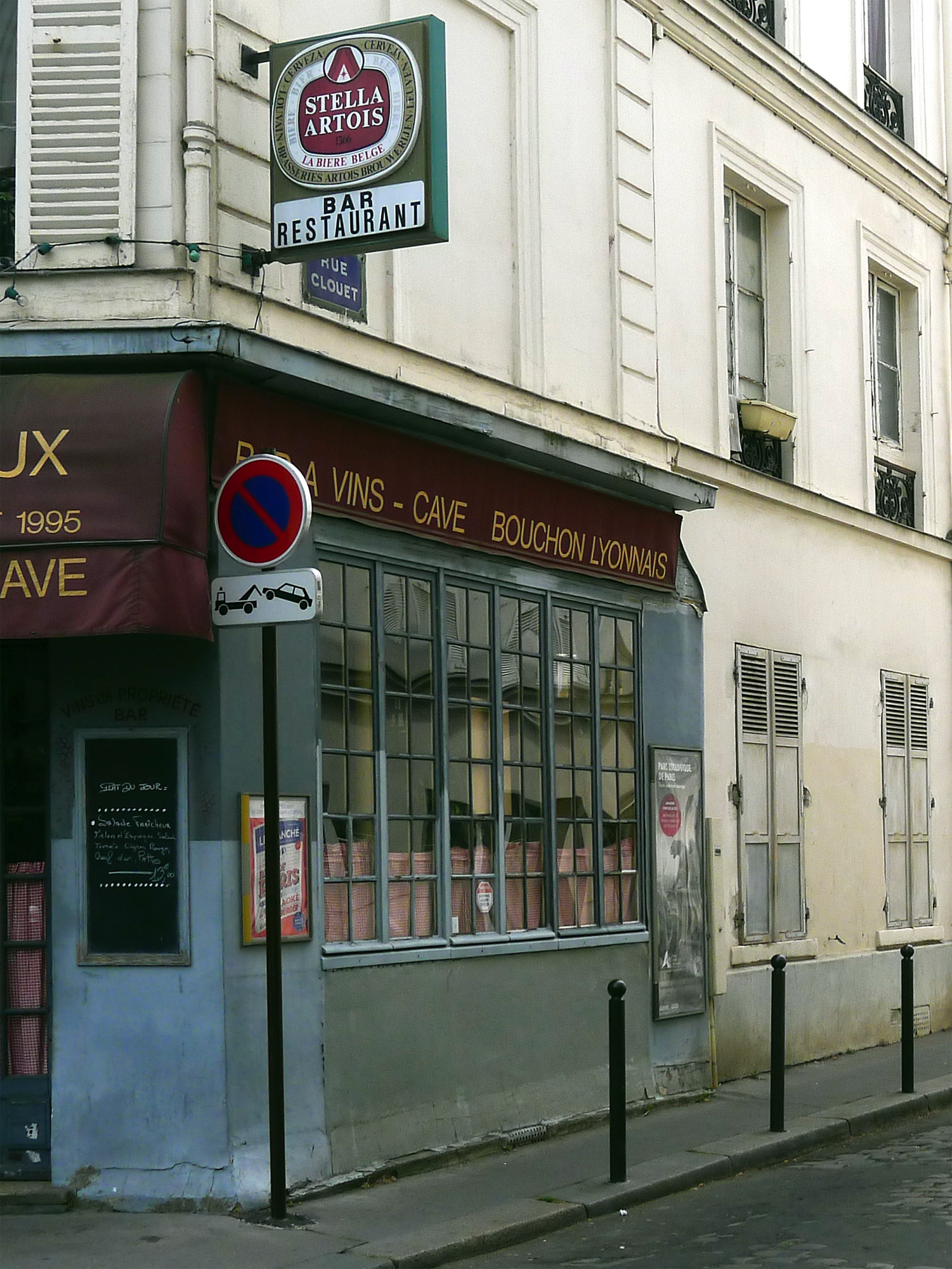
Les Coteaux, un « bouchon lyonnais » fermé en 2017 ou 2018, au no 1.
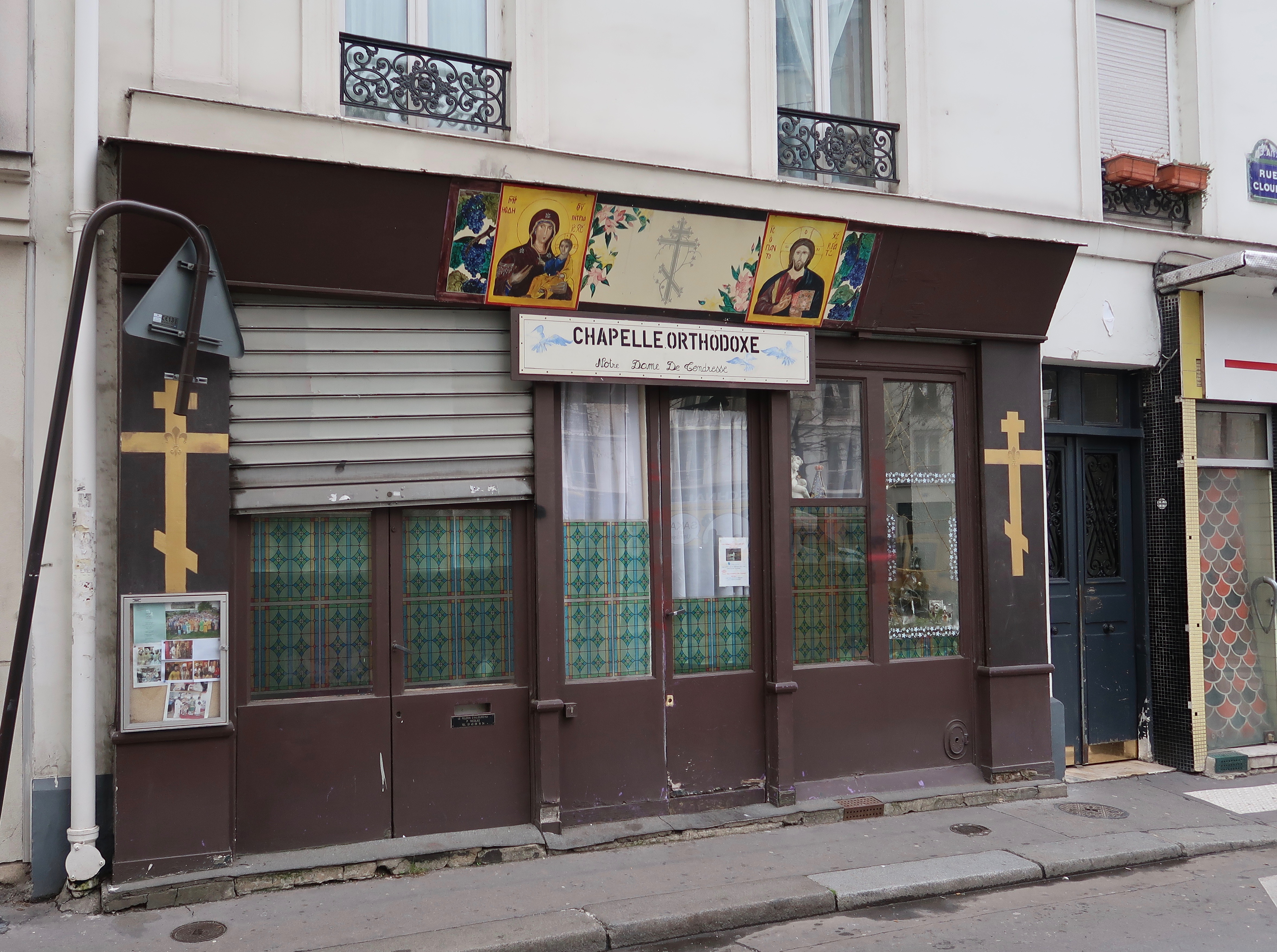
Chapelle cathédrale orthodoxe Notre-Dame-de-Tendresse, au no 2.